# Gen PORCN

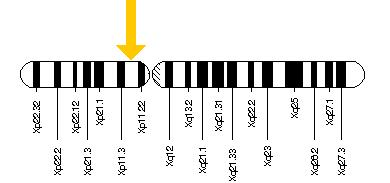
Vị trí của lô-cut PORCN trên nhiễm sắc thể X ở người.

Gen PORCN ở người mã hoá một loại prôtêin có chức năng enzym tên là "porcupine O-acyltransferase". Enzym này liên quan đến quá trình biến đổi axit palmitôlêic thành prôtêin WNT tham gia vào các con đường truyền tín hiệu hóa học trong cơ thể và đóng vai trò quan trọng trong quá trình phát triển phôi thai. Gen này định vị ở vùng không tương đồng của nhiễm sắc thể X, được chú ý nhiều vì có liên quan đến hội chứng Goltz.

## Đặc điểm
- Gen PORCN định vị ở lô-cut Xp11,23 nghĩa là ở vị trí 11, 23 trên cánh dài của nhiễm sắc thể giới tính X. Kích thước của gen là khoảng 48.508.992 đến 48.520.814 bp (cặp base).
- Gen này mã hoá prôtêin cùng tên (PORCN protein) còn gọi là porcupine O-acyltransferase. Họ prôtêin porc (porcupine) phân bố ở mạng lưới nội chất của tế bào. Việc biến đổi axit palmitôlêic thành prôtêin WNT tạo điều kiện giải phóng các prôtêin này ra khỏi tế bào để chúng tham gia điều hoà quá trình phát triển của da, xương và một số mô khác.[3] Quá trình biến đổi này gọi là palmitôlêyô hoá (palmitoleoylation, phân biệt với palmitô hoá).[6]
- Đột biến gen này có thể gây ra hội chứng giảm sản biểu bì khu trú (focal dermal hypoplasia) thường gọi là hội chứng Goltz.[7][8]

## Tên gọi khác
Gen PORCN còn có nhiều tên gọi khác, ngoại diện của khái niệm này là phong phú:
1. DHOF
2. FODH
3. MG61
4. MGC29687
5. por
6. PORC
7. PORCN_HUMAN
8. porcupine
9. porcupine homolog (Drosophila)
10. porcupine isoform A
11. porcupine isoform B
12. porcupine isoform C
13. porcupine isoform D
14. porcupine isoform E
15. PPN

## Di truyền học
- Ít nhất 29 đột biến của gen PORCN đã được tìm thấy gây ra hội chứng giảm sản biểu bì khu trú. Những đột biến này có thể làm thay đổi cấu trúc của protein, dẫn đến việc tạo ra một protein ngắn bất thường hoặc là đột biến mất (xóa) toàn bộ gen PORCN. Do đó, các đột biến này dẫn đến việc không có bất kỳ protein PORCN có chức năng sinh học. Bởi vậy, prôtêin WNT không thể được giải phóng khỏi tế bào, nên không thể tham gia vào các con đường truyền tín hiệu hóa học rất quan trọng cho sự phát triển bình thường của phôi thai.[3] Nhờ phát hiện này, mọi đột biếntrong gen PORCN đều được biểu hiện ra kiểu hình (gây bệnh), nên gen đột biến là gen trội so với gen bình thường là gen lặn.
- Do gen đột biến là trội, định vị trên nhiễm sắc thể giới tính X, nên hội chứng do gen đột biến này gây ra kế thừa theo phương thức di truyền gen trội liên kết X.
- Sơ đồ di truyền:

+ Khi mẹ bị bệnh mà bố không bị, thì có hai trường hợp (kí hiệu P là alen đột biến trội, p là alen lặn không gây bệnh).
1. Mẹ là thể đồng hợp sẽ sinh ra tất cả các con bị bệnh: Mẹ bệnh (XPXP) × Bố lành (XpY) → Con gái bệnh (XPXp) + Con trai bệnh (XPY).
2. Mẹ là thể dị hợp sẽ có thể sinh các con với tần số: 1/2 số con gái bị bệnh (1/2 lành) + 1/2 số con trai bệnh (1/2 lành):

Mẹ bệnh (XPXp) × Bố lành (XpY) → Con gái bệnh (XPXp) + Con gái lành (XPXp) + Con trai bệnh (XPY) + Con trai lành (XpY).
+ Khi mẹ lành mà bố bị bệnh, thì tất cả con trai đều lành, nhưng tất cả con gái bệnh, vì con gái nhận alen trội từ nhiễm sắc thể X của còn con trai chỉ nhận nhiễm sắc thể Y từ bố: Mẹ XpXp × Bố XPY → XPXp + XpY.
Tuy nhiên, đó chỉ là sơ đồ chung, trong thực tế có tới 29 kiểu đột biến khác nhau ở gen này, nên biểu hiện cũng khác nhau và triệu chứng cũng rất đa dạng.